# البرلمان الإسكتلندي
البرلمان الإسكتلندي (بالغيلية الاسكتلندية: Pàrlamaid na h-Alba؛ بالاسكتلندية: Scots Pairlament) هو الهيئة التشريعية الاسكتلندية المفوضة ذات المجلس الواحد. يقع البرلمان الإسكتلندي في منطقة هوليرود في العاصمة إدنبرة، وكثيرًا ما يُشار إليه على سبيل الكناية باسم هوليرود.
البرلمان هو هيئة منتخبة ديمقراطيًا تتألف من 129 عضوًا يُعرفون باسم أعضاء البرلمان الإسكتلندي، ويُنتخبون لمدة أربع سنوات بموجب نظام الأعضاء الإضافيين: يمثل 73 عضوًا منهم دوائر جغرافية فردية منتخبة بنظام الأكثرية (نظام «الفوز للأكثر أصواتًا»)، ويُنتخب 56 عضوًا آخرين من ثماني مناطق بنظام الأعضاء الإضافيين. أُجريت آخر انتخابات عامة للبرلمان في 5 مايو 2016، وفاز فيها الحزب الوطني الاسكتلندي بأغلبية الأصوات.
كان برلمان اسكتلندا الأصلي هو الهيئة التشريعية الوطنية لمملكة اسكتلندا المستقلة، وهو متواجد منذ أوائل القرن الثالث عشر حتى اندمجت مملكة اسكتلندا مع مملكة إنجلترا بموجب قانونا الاتحاد لعام 1707 لتشكيل مملكة بريطانيا العظمى. نتيجة لذلك، انتهى وجود كل من برلمان اسكتلندا وبرلمان إنجلترا، وتشكَّل برلمان بريطانيا العظمى الذي يتخذ من وستمنستر في لندن مقرًا له.
في أعقاب استفتاء، أُجري في عام 1997، صوَّت فيه الناخبون الاسكتلنديون لصالح البرلمان المفوَض، حدد قانون اسكتلندا لعام 1998 سلطات الهيئة التشريعية المفوضة. يحدد القانون الاختصاص التشريعي للبرلمان- أي المجالات التي يمكنه فيها سن القوانين- من خلال تحديد السلطات «المحفوظة» لصالح برلمان المملكة المتحدة. يتمتع البرلمان الإسكتلندي بسلطة التشريع في جميع المجالات غير المحفوظة لصالح برلمان بريطانيا العظمى. يحتفظ البرلمان البريطاني بالقدرة على تعديل اختصاصات البرلمان الإسكتلندي، ويمكنه توسيع أو تقليص المجالات التي يمكنه فيها سن القوانين. عُقد أول اجتماع للبرلمان الجديد في 12 مايو 1999. عُدل اختصاص البرلمان الإسكتلندي مرات عديدة منذ ذلك الحين، ولا سيما بموجب قانون اسكتلندا لعام 2012 وقانون اسكتلندا لعام 2016، وكان من أهم التغييرات توسيع سلطات البرلمان، ولا سيما في ما يتعلق بالضرائب والرعاية الاجتماعية.

## تاريخ البرلمان الإسكتلندي
قبل إبرام معاهدة الاتحاد لعام 1707 التي وحدت مملكة اسكتلندا ومملكة إنجلترا في دولة جديدة تُسمى «بريطانيا العظمى»، كان لاسكتلندا برلمان مستقل يُعرف ببرلمان اسكتلندا. اقترحت المقترحات الاسكتلندية الأولية في المفاوضات بشأن الاتحاد الإبقاء على برلمان لامركزي في اسكتلندا، لكن المفاوضين الإنجليز لم يقبلوا ذلك.
على مدى الثلاثمائة عام التالية، حكم برلمان بريطانيا العظمى والبرلمان الذي تلاه في المملكة المتحدة اسكتلندا على نحو مباشر، وكان مقر كلا المجلسين في وستمنستر، وظل غياب وجود برلمان اسكتلندا عنصرًا هامًا في الهوية الوطنية الاسكتلندية. قُدمت مقترحات لإنشاء برلمان «مفوَض» قبل عام 1914، ولكنها أُجلت بسبب اندلاع الحرب العالمية الأولى. أدى الارتفاع الحاد في النزعة القومية في اسكتلندا في أواخر ستينيات القرن العشرين إلى زيادة المطالبة بشكل من أشكال الحكم الذاتي أو الاستقلال الكامل، وهو ما دفع، في عام 1969، حكومة العمال برئاسة هارولد ويلسون إلى تشكيل لجنة كيلبراندون للنظر في الدستور البريطاني. كان أحد الأهداف الرئيسية للجنة هو دراسة سبل تمكين المزيد من الحكم الذاتي لاسكتلندا في إطار الدولة الوحدوية للمملكة المتحدة. نشر اللورد كيلبراندون تقريره في عام 1973 الذي أوصى فيه بإنشاء مجلس اسكتلندي منتخب انتخابًا مباشرًا لسن التشريعات المتعلقة بغالبية الشؤون الاسكتلندية المحلية.
خلال هذه الفترة، أدى اكتشاف النفط في بحر الشمال، وما تلا ذلك من حملة الحزب الوطني الاسكتلندي «إنه نفط اسكتلندا»، إلى زيادة تأييد استقلال اسكتلندا، فضلًا عن زيادة تأييد الحزب القومي الإسكتلندي. احتج الحزب بأن عائدات النفط لم تستفد منها اسكتلندا بالقدر اللازم. أدى التأثير المشترك لهذه الأحداث إلى إلزام رئيس الوزراء ويلسون حكومته بشكل من أشكال السلطة التشريعية المفوضة في عام 1974. مع ذلك، لم يقر برلمان المملكة المتحدة المقترحات التشريعية النهائية المتعلقة بتشكيل مجلس اسكتلندي إلا في عام 1978.
بموجب أحكام قانون اسكتلندا لعام 1978، يُؤسس مجلس منتخب في إدنبرة، شريطة إجراء استفتاء في 1 مارس 1979، مع تصويت 40% على الأقل لصالح الاقتراح. فشل الاستفتاء الإسكتلندي بشأن البرلمان المفَوض لعام 1979: فعلى الرغم من أن التصويت لصالح المجلس الإسكتلندي بلغ نسبة 51.6%، مع نسبة إقبال بلغت 63.6%، فإن الأغلبية مثلت 32.9% فقط من السكان المؤهلين للتصويت.
طوال ثمانينيات وتسعينيات القرن العشرين، تزايدت المطالبة ببرلمان اسكتلندي، ويرجع ذلك جزئيًا إلى سيطرة حزب المحافظين على حكومة المملكة المتحدة، في حين انتخبت اسكتلندا نفسها عددًا قليلًا نسبيًا من أعضاء البرلمان المحافظين. في أعقاب هزيمة الاستفتاء في عام 1979، بدأت الحملة من أجل تشكيل مجلس اسكتلندي، ما أدى إلى عقد المؤتمر الدستوري الإسكتلندي في عام 1989 بمشاركة منظمات مختلفة مثل الكنائس الاسكتلندية والأحزاب السياسية وممثلي الصناعة. وفر المؤتمر، الذي نشر مخططه للبرلمان المفوَض في عام 1995، الكثير من الأساس لهيكل البرلمان.
ظل البرلمان المفوَض يشكل جزءًا من برنامج حزب العمل الذي فاز بالسلطة في عهد توني بلير في مايو 1997. في سبتمبر 1997، طُرح استفتاء البرلمان المفوض الإسكتلندي على الناخبين الاسكتلنديين وحصل على أغلبية لصالح إنشاء برلمان اسكتلندي جديد ذي صلاحيات مختلفة، في إدنبرة. عُقدت انتخابات في 6 مايو 1999، ونُقلت السلطة في 1 يوليو من ذلك العام من وستمنستر إلى البرلمان الجديد.

## نقد
أثارت استقالة هنري ماكليش من منصب الوزير الأول، بسبب فضيحة تتعلق بنفقات المنصب جدلًا في السنوات الأولى من البرلمان الإسكتلندي. كتب العديد من الأكاديميين عن طريقة تحسين البرلمان الإسكتلندي بصفته مؤسسة حاكمة.

### مسألة لوثيان الغربية
تتمثل إحدى النتائج الإجرائية لإنشاء البرلمان الإسكتلندي في إمكانية أعضاء البرلمان الإسكتلندي في مجلس عموم المملكة المتحدة التصويت على التشريعات المحلية التي لا تنطبق إلا على إنجلترا وويلز وأيرلندا الشمالية- في حين أن أعضاء برلمان وستمنستر لاسكتلندا وإنجلترا وويلز وأيرلندا الشمالية لا يتمكنوا من التصويت على التشريعات المحلية للبرلمان الإسكتلندي. تُعرف هذه الظاهرة باسم مسألة لوثيان الغربية، وقد أدت إلى فتح باب الانتقادات. عقب فوز المحافظين في انتخابات المملكة المتحدة عام 2015، غُيرت الأوامر الدائمة لمجلس العموم، وذلك من أجل منح أعضاء البرلمان الذين يمثلون الدوائر الإنجليزية «حق النقض» على القوانين التي تؤثر فقط على إنجلترا، والمعروفة بالأصوات الإنجليزية للقوانين الإنجليزية.